# Bầu chọn chủ nhà Cúp bóng đá châu Á 2023
Bầu chọn chủ nhà Cúp bóng đá châu Á 2023 là một quá trình đấu thầu nhằm chọn ra nước chủ nhà cho Cúp bóng đá châu Á 2023, giải đấu lần thứ 18 của Cúp bóng đá châu Á do Liên đoàn bóng đá châu Á (AFC) tổ chức. Giải đấu quy tụ 24 đội tuyển, cùng với nước chủ nhà nếu thể thức đó được giữ nguyên.

## Ứng cử viên

### Trung Quốc
Vào ngày 3 tháng 2 năm 2013, Trung Quốc đề xuất tổ chức Cúp bóng đá châu Á 2019. Vào ngày 15 tháng 3 cùng năm, Hiệp hội bóng đá Trung Quốc nộp đơn ứng cử lần thứ hai cho tới ngày 7 tháng 4. 9 thành phố được đề xuất là Bắc Kinh, Đại Liên, Nam Kinh, Tây An, Thành Đô, Thanh Đảo, Trường Sa, Quảng Châu và Vũ Hán. Trung Quốc từng là chủ nhà của Cúp bóng đá châu Á 2004.
Tháng 9 năm 2013, Trung Quốc tuyên bố rút lui để "nhắm tới công tác đào tạo trẻ", sau đó công khai ý định đăng cai giải đấu năm 2023 vào cuối năm 2015. Bắc Kinh, Tây An, Thiên Tân, Quảng Châu, Vũ Hán, Thẩm Dương, Thanh Đảo, Ninh Ba, Nam Kinh, Thành Đô và Lạc Dương là các thành phố được ứng cử.
| Sân vân động                                       | Thành phố  | Sức chứa |
| -------------------------------------------------- | ---------- | -------- |
| Sân vận động Quốc gia Bắc Kinh                     | Bắc Kinh   | 81.000   |
| Sân vận động Trung tâm Olympic Thiên Tân           | Thiên Tân  | 54.696   |
| Sân vận động Thiên Hà                              | Quảng Châu | 54.896   |
| Trung tâm Thể thao Olympic Nam Kinh                | Nam Kinh   | 61.443   |
| Sân vận động tỉnh Thiểm Tây                        | Tây An     | 50.100   |
| Sân vận động Trung tâm Thể thao Vũ Hán             | Vũ Hán     | 60.000   |
| Trung tâm Thể thao Thành Đô                        | Thành Đô   | 42.000   |
| Trung tâm Thể thao Ích Trung                       | Thanh Đảo  | 45.000   |
| Sân vận động Trung tâm Thể thao Olympic Thẩm Dương | Thẩm Dương | 60.000   |
| Sân vận động Hạ Long                               | Trường Sa  | 55.000   |
| Sân vận động Thành phố Ninh Ba                     | Ninh Ba    | 36.000   |
| Sân vận động Lạc Dương                             | Lạc Dương  | 39.888   |

## Những lá phiếu bị hủy

### Ấn Độ
Với thành công rực rỡ sau khi tổ chức Giải vô địch bóng đá U-17 thế giới 2017, Liên đoàn bóng đá Ấn Độ đã nuôi tham vọng sẽ tổ chức nhiều giải đấu lớn hơn như Giải vô địch bóng đá U-20 thế giới 2019 để phát triển hạ tầng bóng đá nước này. Tuy nhiên, Ấn Độ cũng đã đệ đơn xin tổ chức trước hạn chót là tháng 3 năm 2017. Những thành phố được kỳ vọng sẽ tổ chức giải đấu là Mumbai, Delhi, Bengaluru, Kochi, Guwahati, Chennai, Kolkata, Goa, Pune và Jamshedpur. Ấn Độ đã rút lui vào tháng 10 năm 2018 do quốc gia này là chủ nhà của Giải vô địch bóng đá U-17 nữ thế giới 2020.

### Indonesia
Indonesia được AFC công nhận là một trong những ứng cử viên chạy đua giành quyền tổ chức giải đấu vào ngày 12 tháng 4 năm 2016. Họ đã từng cùng với Malaysia, Thái Lan và Việt Nam tổ chức Cúp bóng đá châu Á 2007. Vào tháng 7 năm 2017, AFC thông báo Indonesia đã rút lui.

### Thái Lan
Thái Lan từng tổ chức Cúp bóng đá châu Á 1972 và 2007. Thái Lan đã từng có ý định đăng cai Cúp bóng đá châu Á 2019 song lại rút lui để nhắm tới giải đấu năm 2023. Tuy nhiên vào ngày 21 tháng 7 năm 2017, Thái Lan đã rút lui.

### Hàn Quốc
Hàn Quốc đã để ngỏ việc sẽ tổ chức giải đấu này. Lần gần đây nhất Hàn Quốc tổ chức giải là vào năm 1960 và cũng là lần cuối Hàn Quốc lên ngôi vương. Hiệp hội bóng đá Hàn Quốc đã đệ đơn đăng cai vào tháng 5 năm 2017 với sự có mặt của phái đoàn AFC trước thời hạn công bố chủ nhà tháng 5 năm 2018. Các thành phố được đề nghị là Suwon, Goyang, Hwaseong, Cheonan, Gwangju, Jeonju, Busan và Seogwipo. Đến ngày 15 tháng 5 năm 2019, Hàn Quốc rút lui để tập trung vào cuộc đua giành quyền đăng cai World Cup nữ 2023 cùng với CHDCND Triều Tiên.

### Trung Quốc
Giải đấu ban đầu dự kiến được tổ chức tại Trung Quốc. Tuy nhiên, vào ngày 14 tháng 5 năm 2022, AFC thông báo rằng Trung Quốc sẽ không thể đăng cai giải đấu do các trường hợp đặc biệt do đại dịch COVID-19 gây ra.

## Tái bầu chọn chủ nhà
Sau sự rút lui của Trung Quốc, AFC đã gửi thư mời tham gia quy trình đăng cai khẩn cấp đến tất cả các liên đoàn thành viên, với hạn chót cho các liên đoàn gửi thư đấu thầu vào ngày 15 tháng 7 năm 2022 (ban đầu là ngày 30 tháng 6). Nước chủ nhà mới của giải đấu dự kiến được AFC công bố vào ngày 17 tháng 10 năm 2022. Có hai quốc gia đã thể hiện sự quan tâm đến giải đấu này:

### Gói thầu được xác nhận

#### Hàn Quốc
- Hàn Quốc – Ngày 20 tháng 6, Hiệp hội bóng đá Hàn Quốc đã đệ đơn đăng cai trở lại cho Asian Cup 2023, và bắt đầu nhận đơn đăng ký từ các thành phố muốn tham gia tổ chức các trận đấu.[16]

Sau đây là các thành phố và địa điểm đăng cai được chọn cho gói thầu của Hàn Quốc:
- Cheonan – Sân vận động Cheonan, sức chứa 26.000[17]
- Gwangju – Sân vận động World Cup Gwangju, sức chứa 39.655[18]
- Hwaseong – Sân vận động Hwaseong, sức chứa 35.270[19]
- Incheon – Sân vận động Incheon Munhak, sức chứa 51.234; Sân vận động bóng đá Incheon, sức chứa 19.298[19]
- Jeonju – Sân vận động World Cup Jeonju, sức chứa 36.781[cần dẫn nguồn]
- Suwon – Sân vận động World Cup Suwon, sức chứa 43.923[19]

#### Qatar
- Qatar – Vào ngày 18 tháng 7, AFC xác nhận rằng Qatar đã nộp hồ sơ đấu thầu để đăng cai AFC Asian Cup vào năm 2023.[20] Qatar là đương kim vô địch của giải đấu sau khi đánh bại Nhật Bản trong trận chung kết được tổ chức tại Sân vận động Thành phố Thể thao Zayed ở Abu Dhabi vào ngày 1 tháng 2 năm 2019. Qatar cũng đã đăng cai FIFA Arab Cup 2021 hồi năm ngoái và sẽ tổ chức FIFA World Cup 2022 vào cuối năm. Việc đăng cai AFC Asian Cup 2023 sẽ là một động lực lớn để bảo vệ danh hiệu của họ trên sân nhà. Tuy nhiên, do Qatar đang có mặt trong cuộc đua giành quyền đăng cai Cúp bóng đá châu Á 2027, nên nếu được chọn, họ sẽ buộc phải hủy kế hoạch chạy đua đăng cai giải đấu năm 2027.

Sau đây là các thành phố và địa điểm đăng cai được chọn cho gói thầu của Qatar, ban đầu dùng để đăng cai giải đấu năm 2027:
- Al Khor – Sân vận động Al Bayt, sức chứa 66.036
- Al Rayyan - Sân vận động Ahmed bin Ali, sức chứa 41.143
- Al Rayyan –  Sân vận động Thành phố Giáo dục, sức chứa 41.455
- Al Wakrah – Sân vận động Al Janoub, sức chứa 40.336
- Doha – Sân vận động Quốc tế Khalifa, sức chứa 40.696
- Doha – Sân vận động Al Thumama, sức chứa 40.125
- Doha – Sân vận động 974, sức chứa 41.860
- Doha – Sân vận động Thani bin Jassim, sức chứa 21.175
- Doha – Sân vận động Đại học Qatar, sức chứa 20.600
- Lusail – Sân vận động Lusail Iconic, sức chứa 86.239

### Gói thầu bị hủy
- Úc – Úc tuyên bố quan tâm đến việc tổ chức Cúp bóng đá châu Á vào ngày 21 tháng 6.[22] Trước đây, quốc gia này từng từ chối tranh quyền đăng cai giải đấu năm 2023 vì sự kiện quá gần với Giải vô địch bóng đá nữ thế giới 2023, giải đấu mà họ là đồng chủ nhà. Năm 2015, họ đã là chủ nhà của Asian Cup và giành chức vô địch.[23] Vào ngày 2 tháng 9 năm 2022, Liên đoàn bóng đá Úc thông báo rằng họ sẽ không tiếp tục nộp hồ sơ đăng cai tổ chức AFC Asian Cup 2023, để tập trung vào việc tổ chức Cúp bóng đá nữ châu Á 2026.[24]
- Indonesia – Vào ngày 28 tháng 6, Indonesia đã nộp hồ sơ đăng cai Cúp bóng đá châu Á 2023, theo xác nhận của chủ tịch PSSI Mochamad Iriawan.[25] Với cơ sở hạ tầng sẵn có cho U-20 World Cup 2023, quốc gia này cũng muốn nhân cơ hội để giành quyền tổ chức giải đấu cấp châu lục. Tuy nhiên, những lo ngại về sự xung đột lịch thi đấu của hai giải đấu trên, cộng với thảm họa sân Kanjuruhan đầu tháng 10 năm 2022 đã khiến khả năng đăng cai của nước này bị đặt dấu hỏi. Vào ngày 15 tháng 10 năm 2022, AFC đã quyết định loại Indonesia khỏi cuộc đấu thầu cho nước chủ nhà.[26]

### Các quốc gia khác quan tâm
- Nhật Bản – Nhật Bản ban đầu tuyên bố quan tâm đến việc đăng cai tổ chức giải, nhưng nước này không nằm trong số các quốc gia nộp hồ sơ dự thầu.[27]